# Acetato di benzile
L'acetato di benzile, o benzil acetato, nome sistematico etanoato di benzile, è l'estere benzilico dell'acido acetico, avente formula molecolare CH3CO−O−CH2C6H5, la quale evidenzia un acetile unito ad un benzile tramite un ossigeno a ponte. In gergo, la formula è anche scritta con simboli di acetile e benzile: Ac−O−Bz.
Si tratta dell'estere che si forma dalla condensazione dell'alcool benzilico e l'acido acetico. È contenuto naturalmente in molti fiori.
È il principale componente degli oli essenziali dei fiori di gelsomino, ylang-ylang e tobira.
È incolore ed a basse concentrazioni ha un odore fruttato (se concentrato ha un odore pungente) e per tale ragione è largamente utilizzato nella profumeria e cosmetica. Viene anche utilizzato per attirare alcuni esemplari maschi delle api delle orchidee a scopo di studio.

## Sintesi
Il metodo più semplice per sintetizzare l'acetato di benzile è appunto l'esterificazione dell'alcool benzilico con l'acido acetico in condizioni di catalisi acida.
Si può sostituire l'acido acetico con la rispettiva anidride utilizzando catalizzatori come lo iodio o a base di metalli di transizione, con cloruro di acetile utilizzando tricloruro di alluminio come catalizzatore oppure facendo reagire l'anione acetato con alogenuri benzilici